# Башев, Иван
Ива́н Христов Ба́шев (болг. Иван Христов Башев; 24 февраля 1916, София, Болгария — 13 декабря 1971, Витоша, Болгария) — болгарский политик, член Болгарской коммунистической партии (БКП), министр иностранных дел Болгарии в правительствах Тодора Живкова и Станко Тодорова (1962—1971). Отец поэтессы Миряны Башевой.

## Биография
Иван Башев родился 24 февраля 1916 года в Софии. Изучал право в Софийском университете, получил диплом в 1943 году. В этот период принимал участие в прокоммунистическом Болгарском народном студенческом союзе. В 1943 году был арестован и некоторое время провёл в лагере Еникьой. Непосредственно после переворота девятого сентября 1944 года принял участие в руководстве воссозданного футбольного клуба «Чавдар», одного из предшественников ЦСКА.
В 1946 году Башев стал членом БКП, а с 1948 по 1951 был членом Центрального комитета Союза народной молодёжи и секретарём Всемирной федерации демократической молодёжи в Париже. В 1951—1956 годах был секретарём Центрального комитета Димитровского коммунистического молодёжного союза.
С 1957 по 1961 год Иван Башев работал в Министерстве просвещения и культуры, где достиг поста первого заместителя министра. В 1961—1962 годах был заместителем министра иностранных дел. В 1962 году стал членом Центрального комитета БКП и министром иностранных дел, и оставался на этом посту до смерти.
Иван Башев умер 13 декабря 1971.